# Schwaben (Waldenburg)
Schwaben ist ein Ortsteil der Stadt Waldenburg im Landkreis Zwickau (Freistaat Sachsen) an der Grenze zu Thüringen. Er wurde am 1. Juli 1969 nach Dürrenuhlsdorf eingemeindet, mit dem der Ort am 1. Januar 1999 durch Eingemeindung zur Stadt Waldenburg kam.

## Geografie

### Geografische Lage
Schwaben liegt im nordwestlichen Stadtgebiet von Waldenburg. Der durch den Ort fließende Bach entwässert in die Wiera. Schwaben grenzt im Norden an den Freistaat Thüringen (Altenburger Land).

### Nachbarorte
|             | Heiersdorf                                  | Göpfersdorf             |
| Röhrsdorf   | Kompassrose, die auf Nachbargemeinden zeigt | Dürrenuhlsdorf, Franken |
| Wickersdorf | Waldenburg (Oberstadt)                      | Altwaldenburg           |

## Geschichte

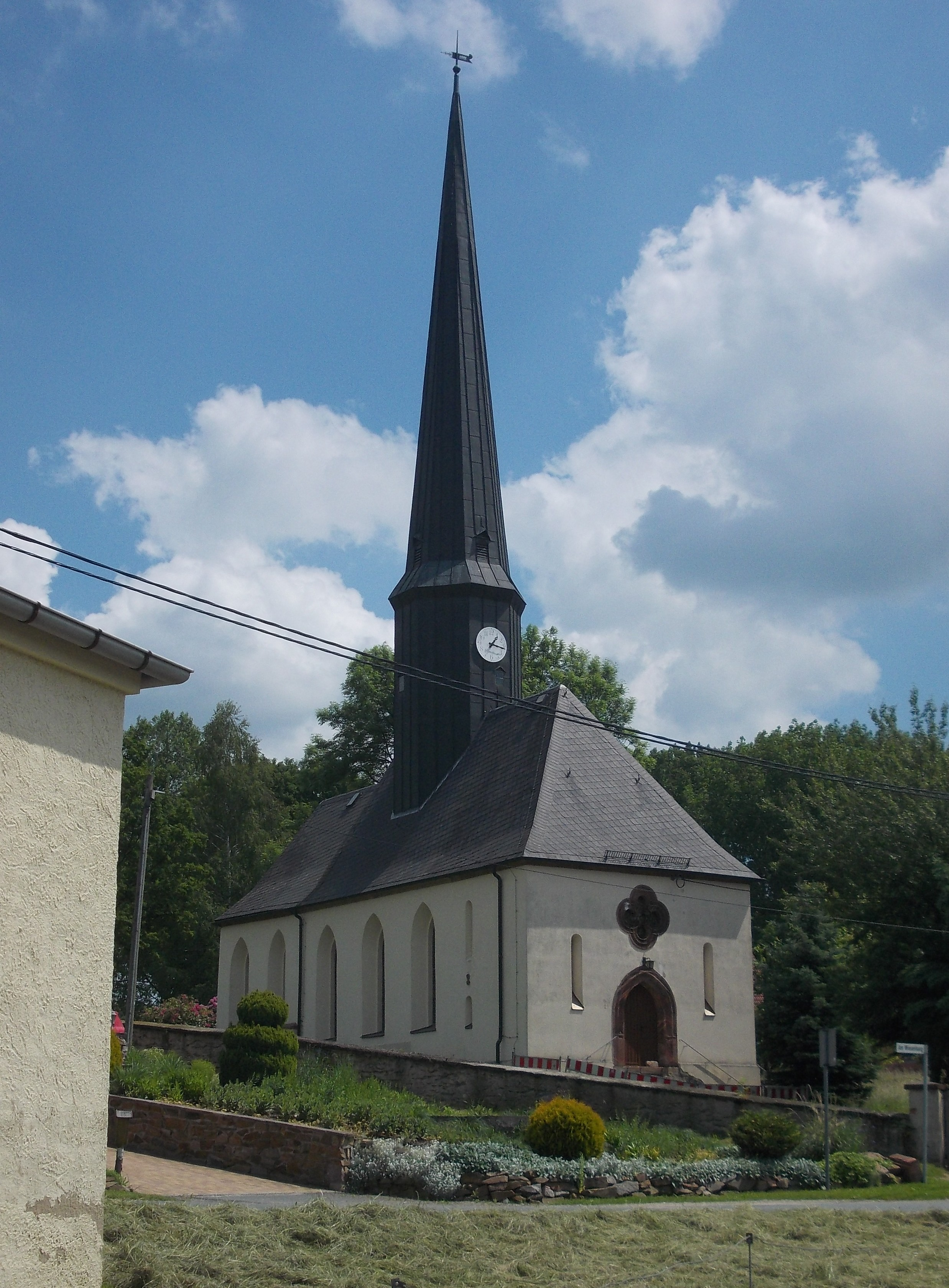
Kirche von Schwaben

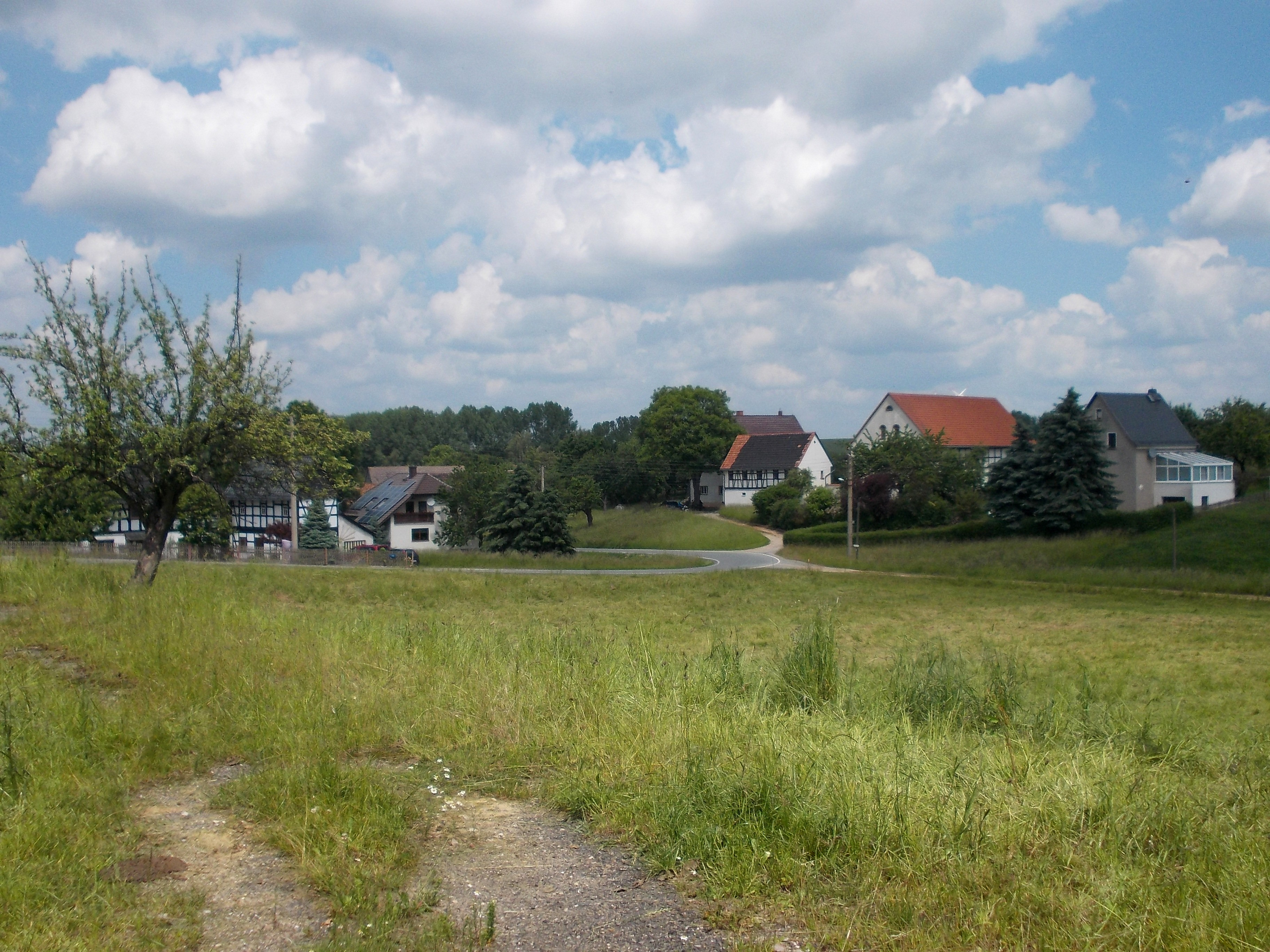
Ortsansicht von Schwaben

Analog zu vielen Orten der Region erfolgte die Besiedlung des Orts auf Veranlassung des Grafen Wiprecht von Groitzsch im 12. Jahrhundert. Das Waldhufendorf Schwaben wurde im Jahr 1290 als „Swaben“ erwähnt. Der Ortsname entstand durch die Herkunft der Siedler, die aus dem Schwabengau (Gegend um Saale, Bode und Unstrut) kamen. Ähnlich wie beim Nachbarort Franken hängt der Ortsname somit mit den ersten Siedlern zusammen. Schwaben gehörte vermutlich seit dem 12. Jahrhundert zum Besitz des 1533 im Zuge der Reformation aufgelösten Klosters Remse, welches ein Tochterkloster des Klosters Bürgel in Thüringen war. Darauf weist eine urkundliche Erwähnung aus dem Jahr 1390 und der bis heute bestehende „Mönchsteig“ zwischen Schwaben und Remse hin.
Im Jahre 1488 musste die Hälfte des Orts vom Kloster Remse durch ein Urteil des sächsischen Kurfürsten Friedrich dem Weisen an die Herren von Schönburg zurückgegeben werden. Dadurch wurde Schwaben bis ins 19. Jahrhundert in zwei unterschiedlich verwaltete Teile, den größeren schönburgischen und den kleineren sächsischen, getrennt.
Während Schwaben (schönburg. Anteil) als Amtsdorf der schönburgischen Herrschaft Waldenburg unterstand, gehörte Schwaben (sächs. Anteil) seitdem mit den Orten Tirschheim (heute Ortsteil von St. Egidien), Reichenbach (heute: Ortsteil von Callenberg) und Wickersdorf (sächs. Anteil) (heute: Ortsteil von Oberwiera) zur Grundherrschaft Tirschheim. Diese wurde als kursächsisches Lehen durch die Herren von Schönburg verwaltet. Die Zuordnung der Grundherrschaft Tirschheim wechselte aufgrund mehrfacher Besitzverschiebungen innerhalb der Familie von Schönburg zwischen den ebenfalls unter kursächsischer Lehnsherrschaft stehenden schönburgischen Herrschaften Penig und Remse. Ab 1797 gehörte die Grundherrschaft Tirschheim bezüglich der finanziellen Abgaben zum Rentamt der schönburgischen (Rezess-)Herrschaft Waldenburg, während die Ober- und Erbgerichte durch den Amtmann der schönburgischen Lehnsherrschaft Remse verwaltet wurden.
Schwaben gehörte nach der Trennung vom Kloster Remse mit Dürrenuhlsdorf und der Mutterkirche Schlagwitz bis 1533 kirchlich zu Wolkenburg. Auf Anordnung von Ernst von Schönburg wurde Schwaben im Jahr 1533 nach Waldenburg eingepfarrt. Die Kirche des Orts wurde vermutlich im 15. Jahrhundert im spätgotischen Stil errichtet. Im Jahr 1926 erfolgte die kirchliche Zuordnung der Schwabener Kirche zu Schlagwitz und im Jahr 2001 zum Kirchspiel Waldenburg. Schulunterricht ist in Schwaben bereits 1683 belegt, ein erstes Schulgebäude für 1768. Das heute für private Wohnzwecke genutzte Schulgebäude wurde im Jahr 1857 erbaut.
Zwischen dem Königreich Sachsen und dem Haus Schönburg erfolgte im Jahr 1835 eine Neuordnung ihres Verhältnisses. Dabei wurden die unter sächsischer Lehnsherrschaft stehenden Gebiete, wie die Herrschaft Remse und die Grundherrschaft Tirschheim unter die Verwaltung des königlich-sächsischen Amts Zwickau gestellt. Am 25. September 1856 wurden die gerichtlichen Befugnisse der Grundherrschaft Tirschheim wie auch die der Herrschaft Remse an den sächsischen Staat abgetreten. Seitdem wurde Schwaben (sächs. Ant.) wie die anderen dazugehörigen Orte bis zur Neuordnung der Verwaltung im Königreich Sachsen im Jahr 1875 durch das Gerichtsamt Remse verwaltet.
Ab 1875 gehörte Schwaben (sächs. Ant.) zunächst zur Amtshauptmannschaft Zwickau. Nachdem auf dem Gebiet der Rezessherrschaften Schönburg im Jahr 1878 eine Verwaltungsreform durchgeführt wurde, kamen im Jahr 1880 beide Anteile von Schwaben gemeinsam zur neu gegründeten sächsischen Amtshauptmannschaft Glauchau. Schwaben gehörte ab 1918 zum Freistaat Sachsen.
Durch die zweite Kreisreform in der DDR kam die Gemeinde Schwaben im Jahr 1952 zum Kreis Glauchau im Bezirk Chemnitz (1953 in Bezirk Karl-Marx-Stadt umbenannt). Am 1. Juli 1969 wurde Schwaben in die Gemeinde Dürrenuhlsdorf eingegliedert. Als Ortsteil der Gemeinde Dürrenuhlsdorf kam Schwaben im Jahr 1990 zum sächsischen Landkreis Glauchau, der 1994 im Landkreis Chemnitzer Land bzw. 2008 im Landkreis Zwickau aufging. Mit der Eingemeindung der Gemeinde Dürrenuhlsdorf wurde Schwaben am 1. Januar 1999 ein Ortsteil der Stadt Waldenburg.